# بخش لاهولم
بخش لاهولم (به سوئدی: Laholms kommun) یک ناحیه شهرداری در سوئد است که در شهرستان هاللاند واقع شده‌است.

## نگارخانه

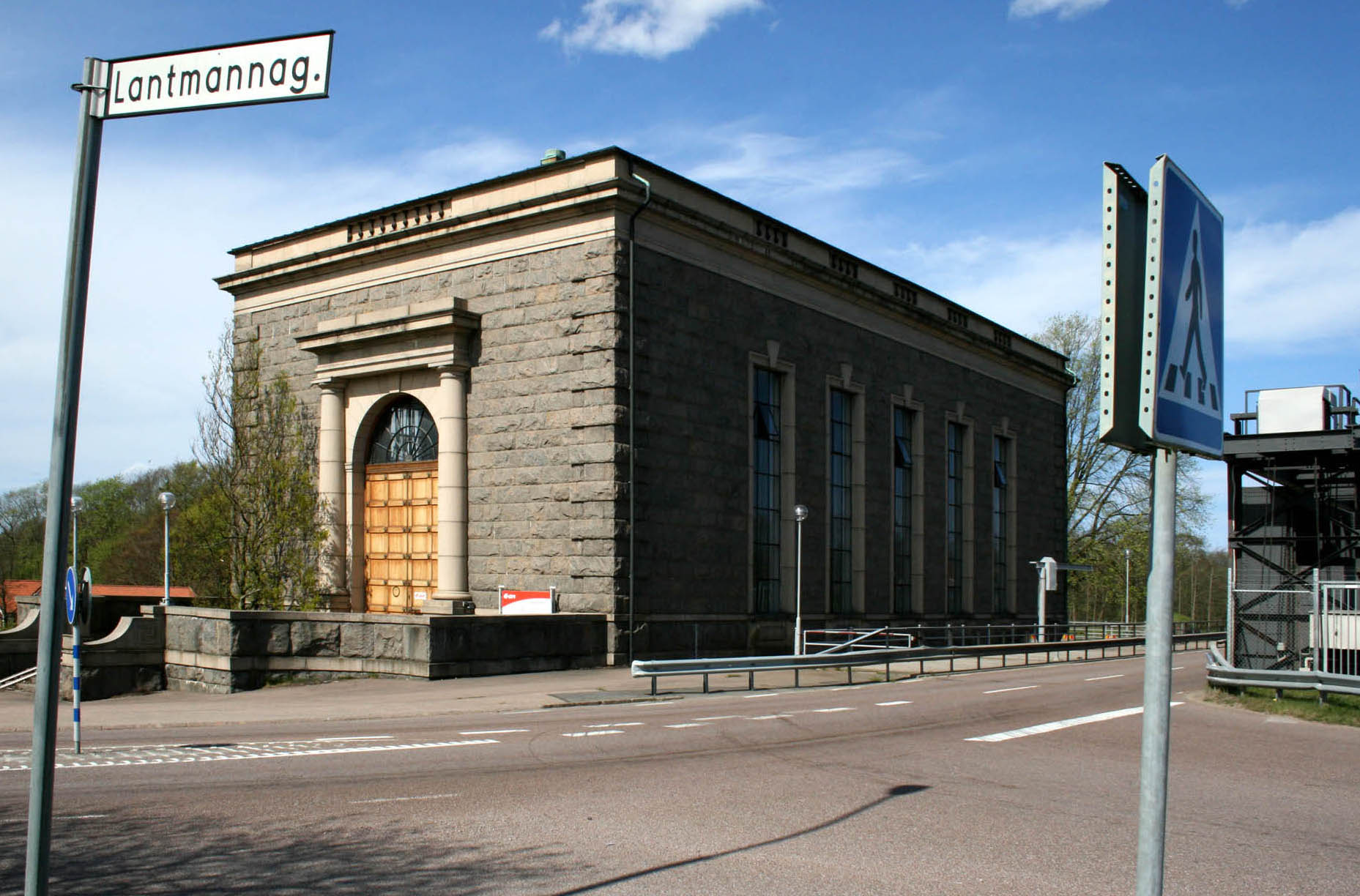
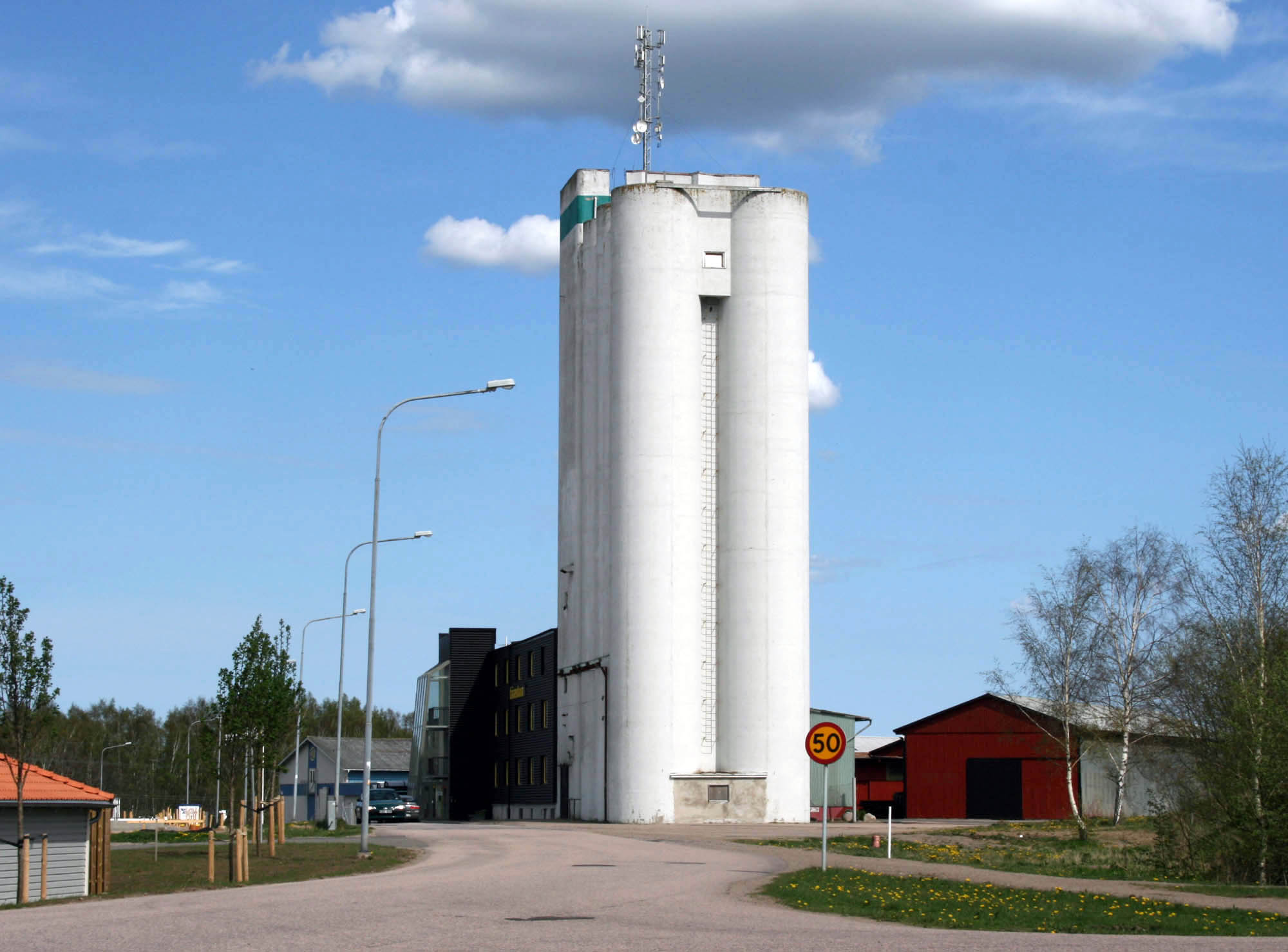
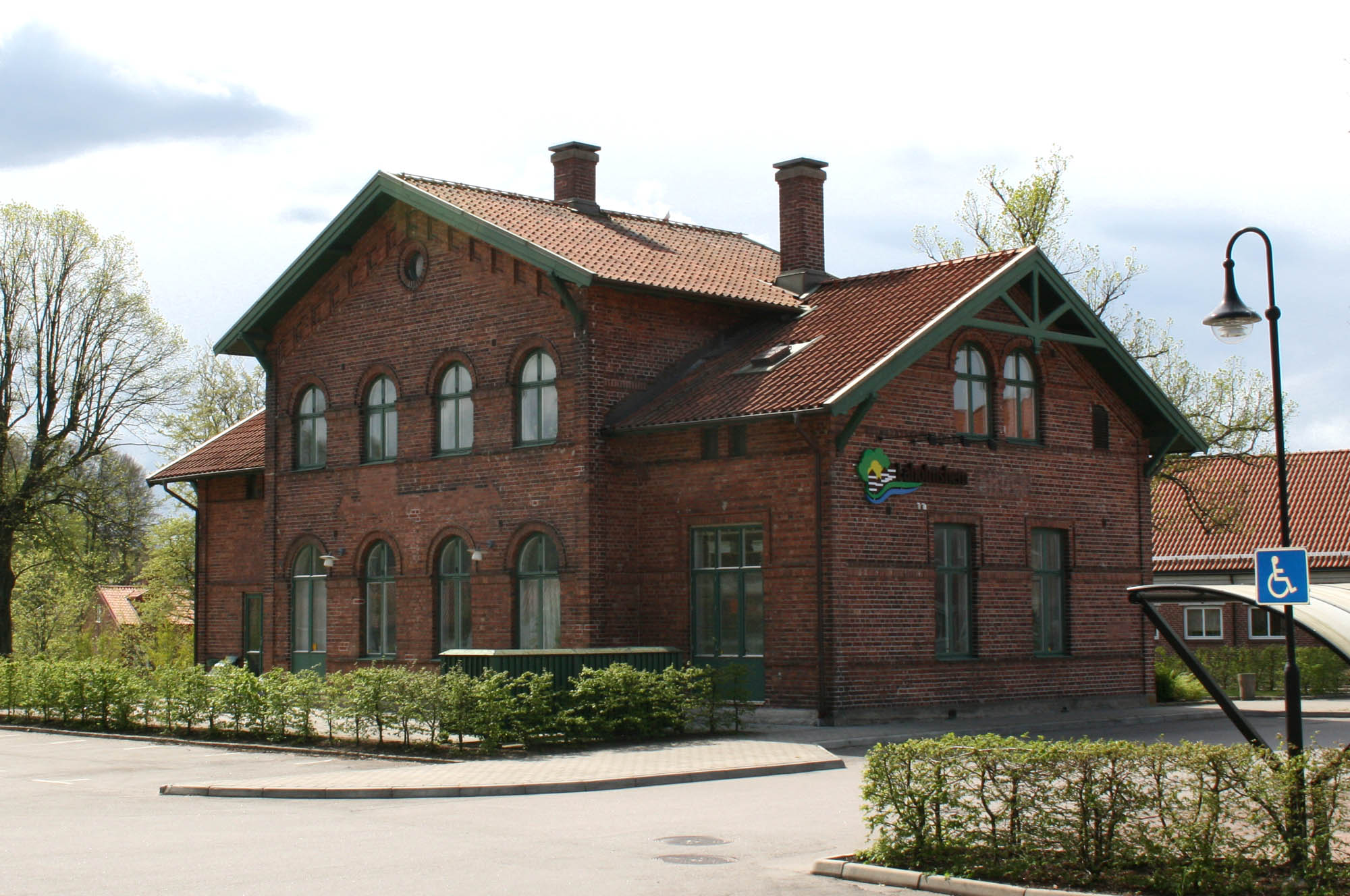
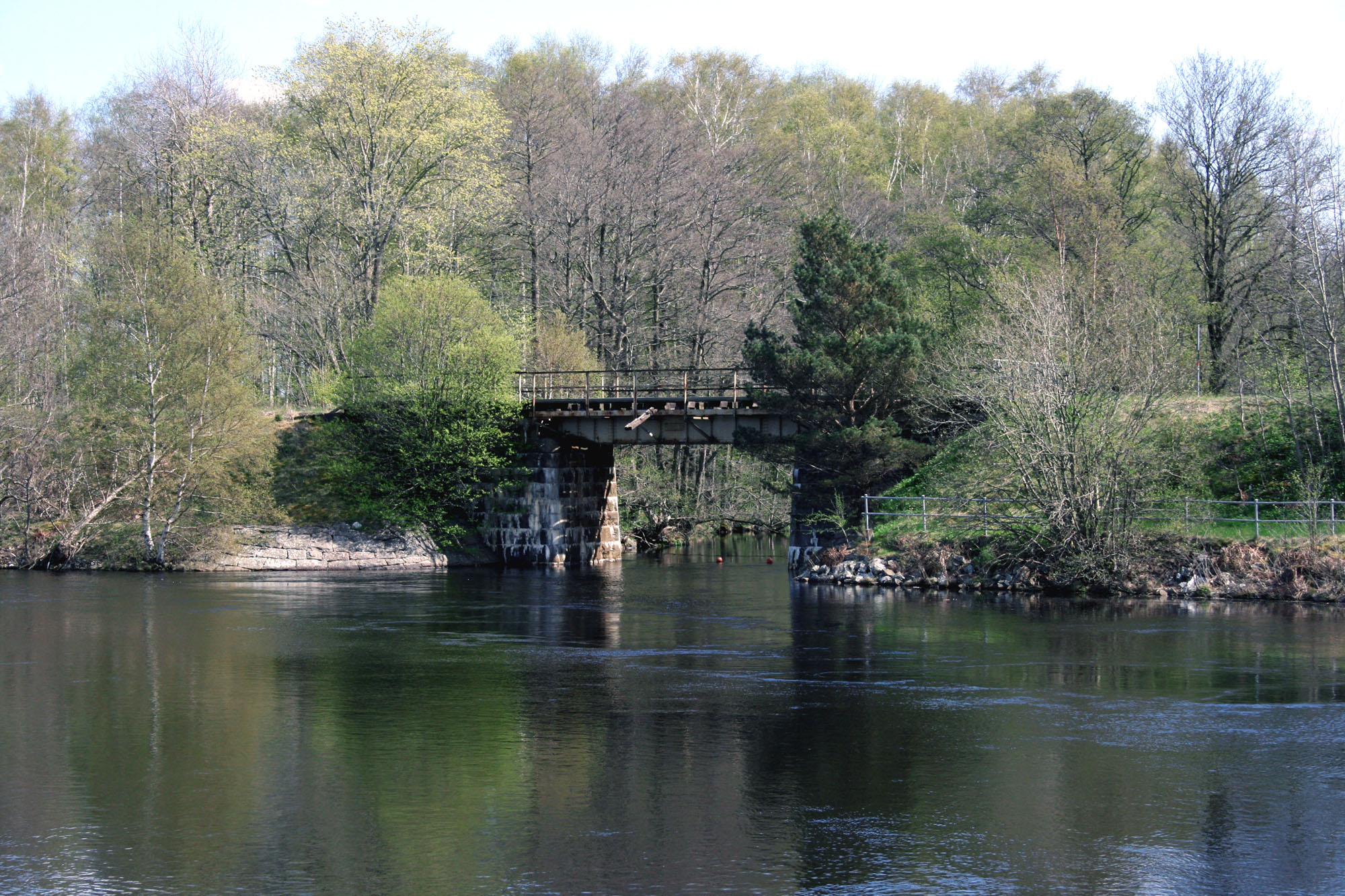
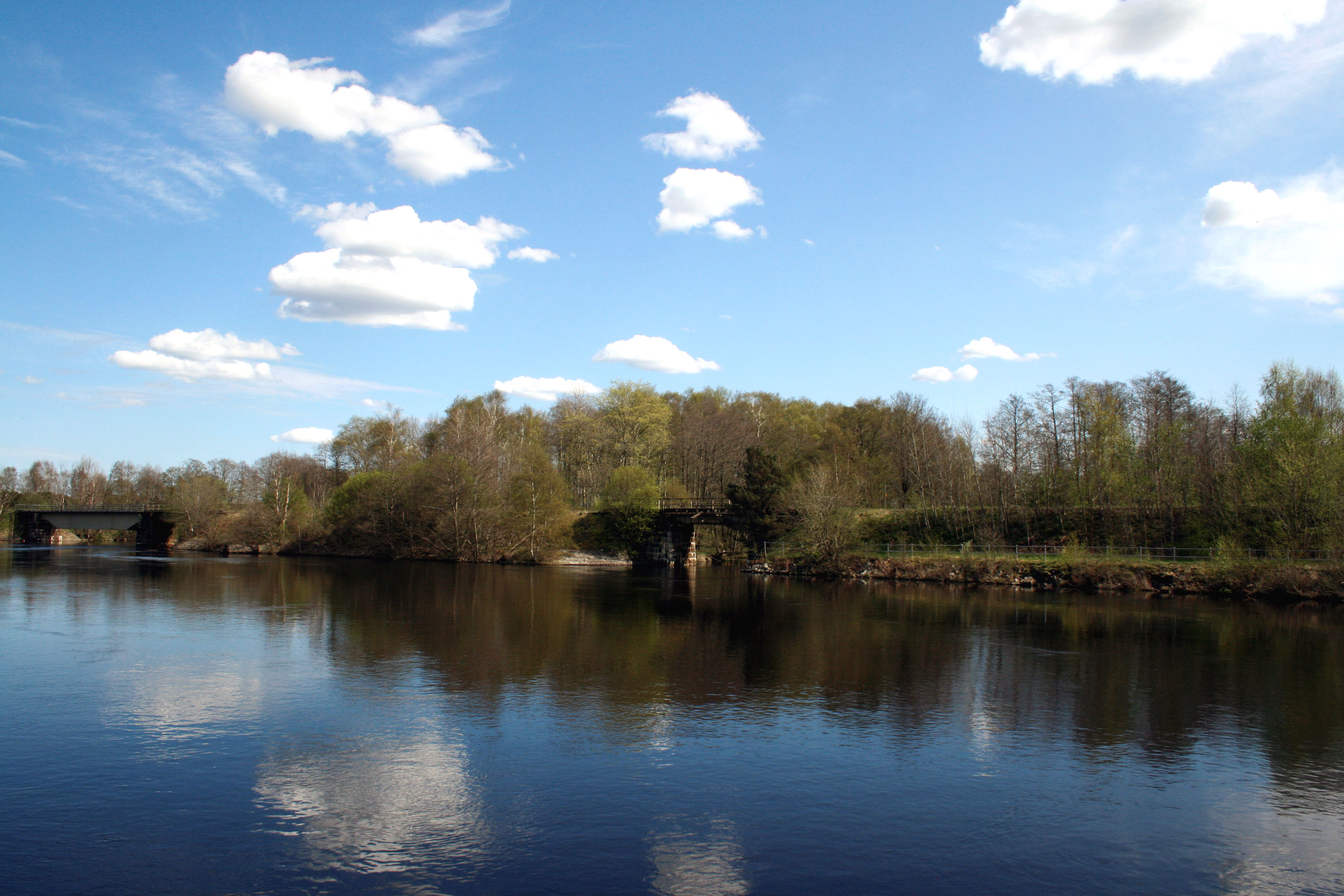
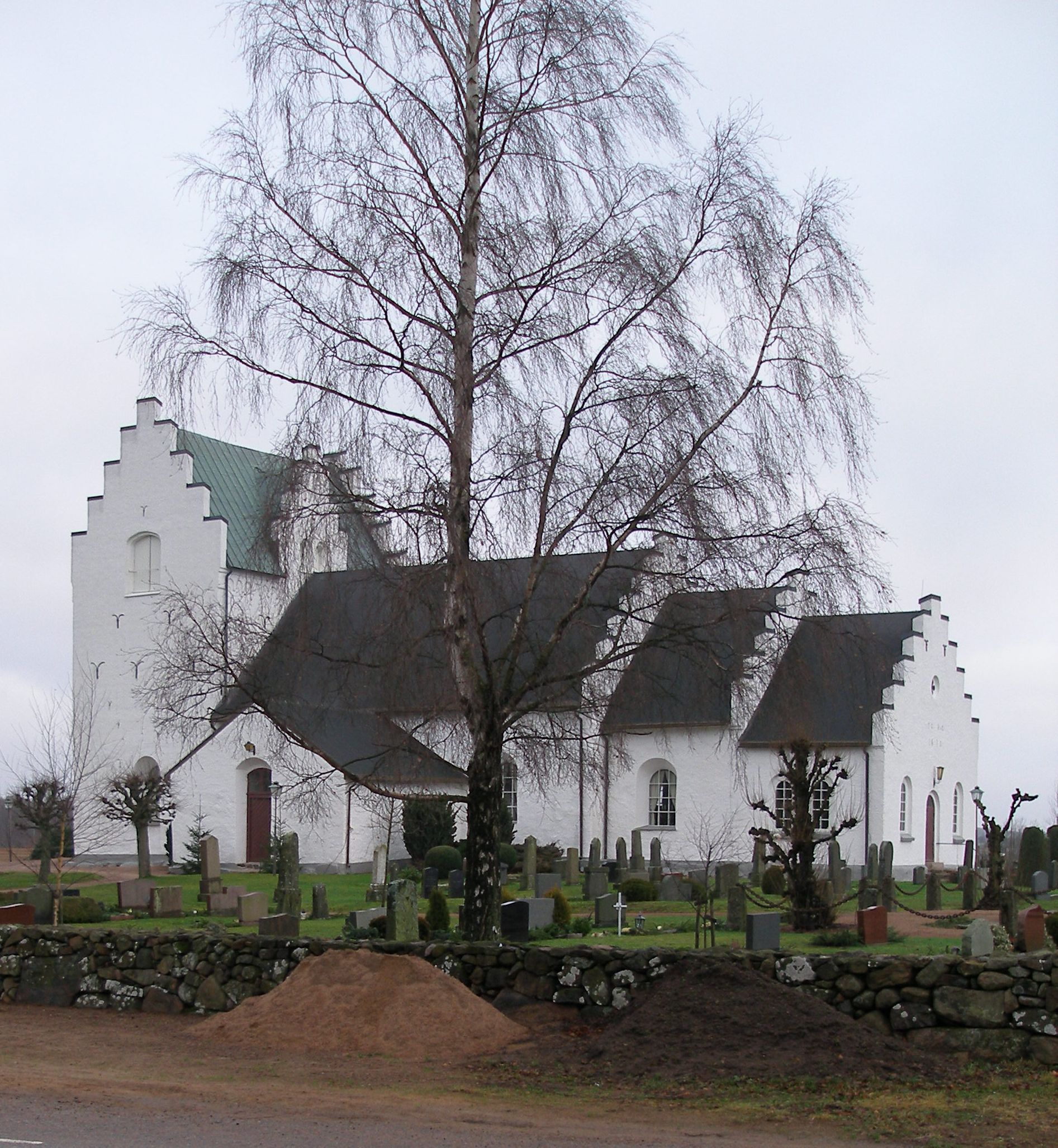